# Am Querkanal 3 (Stralsund)
Das Haus mit der postalischen Adresse Am Querkanal 3 ist ein denkmalgeschütztes Gebäude in der Hansestadt Stralsund in der Straße Am Querkanal.

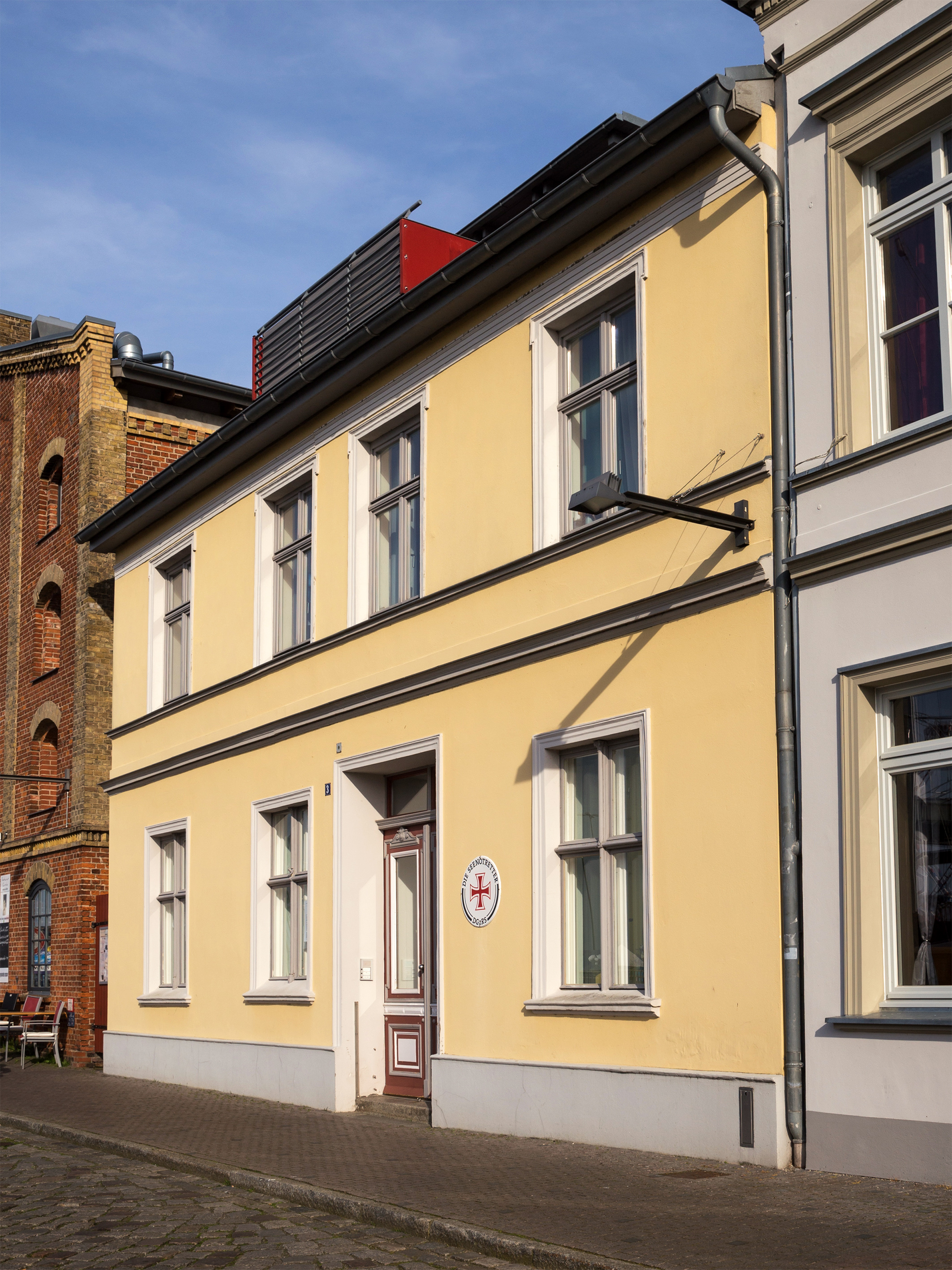
Das Haus Am Querkanal 3 in Stralsund (2019)

Das zweigeschossige, vierachsige Haus wurde im späten 19. Jahrhundert errichtet. Die schlichte Fassade des traufenständigen Hauses ist verputzt.
Das Haus liegt im Randgebiet des von der UNESCO als Weltkulturerbe anerkannten Stadtgebietes des Kulturgutes „Historische Altstädte Stralsund und Wismar“. In die Liste der Baudenkmale in Stralsund ist es mit der Nummer 26 eingetragen.
Es dient der Deutschen Gesellschaft zur Rettung Schiffbrüchiger als Stationsgebäude der Seenotrettungsstation Stralsund.